# Mario Party 4
Mario Party 4 là một trò chơi video GameCube, được phát triển bởi Hudson Soft và được xuất bản bởi Nintendo. Mario Party 4 là phần thứ tư trong một loạt các trò chơi Mario Party, và là game đầu tiên trong series được phát hành cho GameCube. Mario Party 4 gồm 8 người chơi: Mario, Luigi, Công chúa Peach, Công chúa Daisy, Wario, Waluigi, Donkey Kong (DK), Yoshi và 60 trò chơi. Mục tiêu của trò chơi là kiếm được nhiều ngôi sao nhất có thể, thu được bằng cách mua từ một không gian được xác định trước trên bảng trò chơi. Chuyển động của mỗi nhân vật được xác định bởi một cuộn chết, với một cuộn từ mỗi người chơi tạo thành một lượt duy nhất. Mỗi lượt trong Mario Party 4 được theo sau bởi một minigame trong đó nhân vật cạnh tranh với đồng tiền họ có thể sử dụng để mua vật phẩm và ngôi sao.
Mario Party 4 được phát hành ở Bắc Mỹ vào ngày 21 tháng 10 năm 2002, tại Nhật Bản vào ngày 8 tháng 11 năm 2002, và ở châu Âu và Úc vào ngày 29 tháng 11 năm 2002. Đây là trò chơi thứ tư trong loạt phim Mario Party. Mario Party 4 được theo sau bởi Mario Party 5.
Mario Party 4 đã được tiếp nhận với sự tiếp nhận tích cực, mặc dù có một số khiếu nại liên quan đến việc thiếu tính độc đáo và nhịp độ chậm trong các trò chơi. Trò chơi đã giành giải thưởng Trò chơi gia đình của năm tại Giải thưởng thành tích tương tác năm 2003.

## Tiếp nhận
Mario Party 4 nhận được đánh giá "trung bình" theo trang web tổng hợp đánh giá Metacritic. Tại Nhật Bản, Famitsu cho điểm số 30 trên 40.
Ryan Davis của GameSpot ca ngợi định dạng minigame của trò chơi, mặc dù anh ấy lưu ý rằng "những người chơi đã kiệt sức trước các chức danh của Đảng Mario trước đây có thể không tìm thấy đủ ở đây để thu hút họ trở lại". Tom Bramwell của Eurogamer thừa nhận tính đa dạng và tính năng chuyên đề của các bảng, nhưng nghĩ rằng chúng quá lớn, dẫn đến một "tốc độ băng hà" khi kết hợp với các hình ảnh động trên tàu. Mặc dù vậy, IGN ca ngợi các bảng cho các tính năng chuyên đề trên mỗi cái, điều này đã giúp "giảm bớt sự tẻ nhạt". Các điều khiển của trò chơi được ca ngợi về khả năng tương thích với các minigame và sự đơn giản, với hầu hết các minigame yêu cầu các thao tác đơn giản và các nút bấm.